# 福島交通白河営業所
福島交通白河営業所（ふくしまこうつうしらかわえいぎょうしょ）とは、福島県白河市会津町に設置されている福島交通バス営業所である。白河市・西白河郡・岩瀬郡・石川郡・東白川郡の地区の路線バスを担当している他、地元自治体から住民バスを受託運行している。営業所最寄停留所は「道場小路」である。

## 沿革
- 1974年（昭和49年）11月11日  - 現社屋新築

## 現行路線
羽鳥湖スキー場線などの季節・臨時運行路線の掲載は割愛

### 新白河・石川線
- 石川営業所 - 新町四ツ角 - 石川駅前[1] - 猫啼 - 沢井局 - 刈敷坂 - 五箇郵便局 - 文化センター - 白河旭高校 - 白河駅前 - 道場小路 - 新白河駅
かつては石川 - 白河駅前間の区間便も運行されていて、路線名は「白河・石川線」であった。石川と共管路線である。

### 追原経由甲子線
- 新甲子 - キョロロン村 - 由井ヶ原入口 - 川谷 - 四ツ門 - 追原橋 - 西郷村役場入口 - 中山南 - 新白河駅高原口 - 警察署 - 道場小路 - 白河駅前
- 川谷 ← 追原橋 ← 西郷役場入口 ← 中山南 ← 新白河駅高原口
  - 2023年4月改正で高原ホテル前〜新甲子間が廃止。それ以前は冬季は新甲子発着の短縮運行となっていた。

### 追原経由由井ヶ原線
- 由井ヶ原 - 由井ヶ原入口 - 川谷 - 四ツ門 - 追原橋 - 西郷村役場入口 - 中山南 - 新白河駅高原口 - 警察署 - 道場小路 - 白河駅前 - 白河厚生総合病院[2]
- 由井ヶ原 → 由井ヶ原入口 → 川谷 → 追原橋 → 西郷役場入口 → 中山南 → 新白河駅高原口[2]

### 原中経由川谷線
- 川谷 - 四ツ門 - 下芝原 - 太陽の国 - 馬場坂入口 - 原中 - 小田倉 - 新白河駅高原口 - 道場小路 - 白河駅前[3]

### 台上経由綱子線
- 綱子[4] - 馬場坂入口 - 原中 - 小田倉 - 新白河駅高原口[5]。

### 原中経由勝負沢線
- 千本桜入口 - 原中 - 小田倉 - 新白河駅高原口 - 警察署 - 道場小路 -　白河駅[6]

### 太陽の国線
- 下芝原 - 太陽の国 - 馬場坂入口 - 原中 - 小田倉 - 新白河駅高原口 - 道場小路 - 白河駅前[7]

### 新白河・白河の関線
- 関の森公園 - 白河の関 - 旗宿 - 茂ヶ崎 - 小峰苑 - 白河実業高校 - 合戦坂入口 - 南湖東口 - 白河旭高校 - 白河駅 - 白河高校 - 新白河駅
以前は白河駅発着であったが、東北新幹線停車駅である新白河駅までの乗り入れとなっている。

### 白河・大信庁舎線
- 大信庁舎 - 滑里川入口 - 広谷地 - 白河厚生総合病院 - 女石 - 白河駅前
土曜・日曜・祝日運休
かつては「西小屋経由牧の内線」として、天栄村今坂までスルー運行していた。現在は、下記の「今坂・大信庁舎線」での分割・運行となっている。

### 今坂・大信庁舎線
- 今坂 - 天栄村役場 - 大里小学校 - 南沢入口 - 大信庁舎前
土曜・日曜・祝日運休

### 白坂線
- 白坂 - 白坂駅 - まほろん - ニュータウン東口 - 緑ヶ丘 - 新白河駅 - 白河高校 - 白河駅
かつては栃木県境近くの明神バス停までの運行であった。
緑ヶ丘 - 新白河駅間は、JRバス白棚線と似たルートを通る（JRバスのこの地区の運行は廃止された）。

### 九番町経由白坂駅線
- 白坂駅 - まほろん - ニュータウン東口 - 緑ヶ丘 - 小丸山 - 九番町 - 白河駅前

### 白河・大沼線
- 芦の口 - 久田野[8] - 城内 - 鹿島 - 文化センター - 白河旭高校 - 白河駅前[9]
かつては中島村まで運行されていた。

### 真名子線
- 真名子 - 牛窪 - 虫笠 - 下羽太 - 谷地中入口 - 間の原 - 中山南 - イオン白河西郷前 - 新白河駅高原口[10]
土曜・日曜・祝日運休
2010年4月に牛窪より先、真名子地区まで乗り入れたため、「虫笠線」から路線名変更をした。その後、ジャスコ（現：イオン）経由便が設定され、現在に至る。

### 高助線
- 高助 - 熊倉四ツ角 - 谷地中入口 - 変電所前 - 道場小路 - 白河駅[11]
土曜・日曜・祝日運休

### イオン経由高助線
- 高助 → 熊倉四ツ角 → 谷地中入口 → イオン白河西郷前 → 新白河駅高原口[11]
土曜・日曜・祝日運休

### 白河・小田川線
- 八幡前 - 小田川入口 - 弘法清水 - 女石 - 白河駅前
土曜・日曜・祝日運休
かつては白河駅 - 大和久上 - 矢吹 - 須賀川駅前 - 郡山駅前間という長距離路線であったが、相次ぐ改正に伴い、上記運行区間となった。

## 観光路線バス

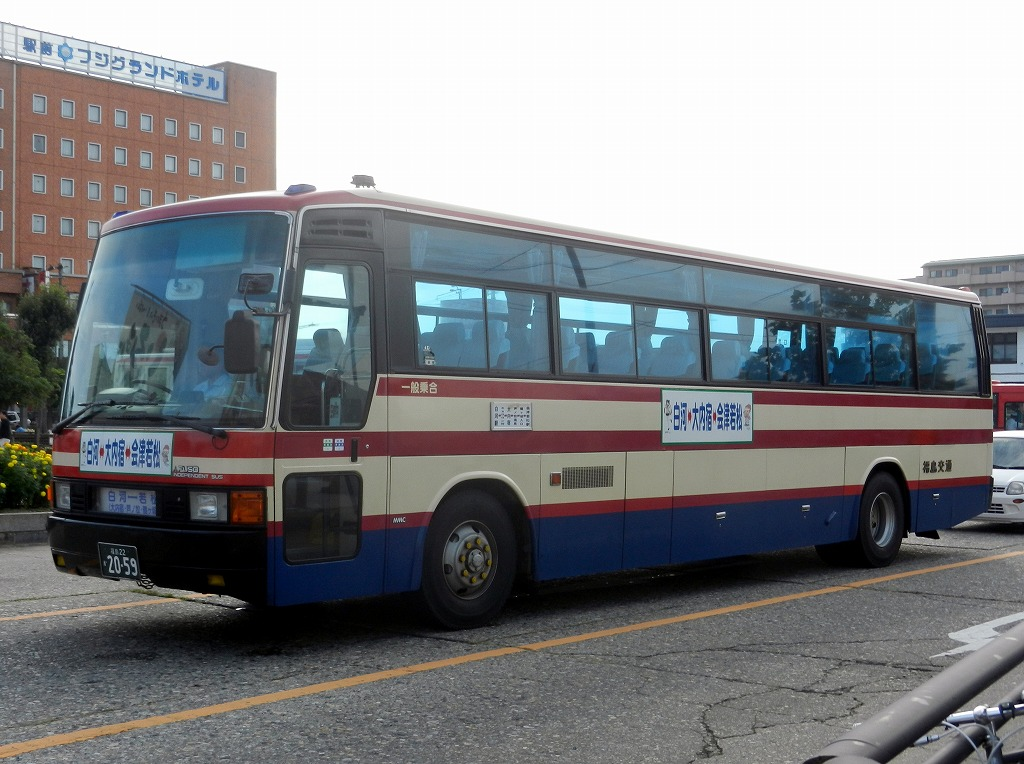
白河 - 大内宿 - 会津若松線

### 白河 - 大内宿 - 会津若松線
- 白河駅 - 新白河駅 - キョロロン村 - 下郷町役場 - 塔のへつり - 湯野上温泉駅 - 大内宿　※2017年4月1日〜11月23日の土日祝運行[12]

## コミュニティバス

### 白河市循環バス
白河市循環バスの内、南循環を受託

### 西郷村住民バス
※福島交通が西郷村より運行受託

#### 北部循環（羽太・役場まわり）
- 新白河駅高原口 → 警察署 → 変電所前 → 谷地中入口 → 羽太グリーンタウン → 下羽太 → 熊倉四ツ角 → 西郷村役場 → 森の湯 → イオン白河西郷前 → 新白河駅高原口[13]

#### 南部循環（大平・役場まわり）
- 新白河駅高原口 → イオン白河西郷前 → オリンパス前 → 千本桜入口 → 原中 → 村民体育館 → 西郷役場入口 → 南真船 → 新白河駅高原口[14]

#### 南部循環（西原・役場まわり）
- 新白河駅高原口 → 南真船 → 西郷役場入口 → 村民体育館 → 原中 → 千本桜入口 → オリンパス前 → イオン白河西郷前 → 新白河駅高原口[15]

#### 北部循環（山下・役場まわり）
- 新白河駅高原口 → イオン白河西郷前 → 森の湯 → 西郷村役場 → 熊倉四ツ角 → 下羽太 → 羽太グリーンタウン → 谷地中入口 → 変電所前 → 警察署 → 新白河駅高原口[16]

## 白河営業所附近の施設など
- 福島県道37号白河羽鳥線（外堀通り）
- 白栄林業企業組合
- メガネのパリミキ白河店
- 東北労働金庫白河支店

## 参考資料
- 運賃表（販売用）
  - 2014年4月現在
- 福島交通バス時刻表白河管内
- バス路線案内県南版
  - いずれも2016年4月現在